# Київський академічний ансамбль української музики «Дніпро»
Київський академічний ансамбль української музики «Дніпро» — лауреат всеукраїнських та міжнародних фестивалів і конкурсів, володар Гран-Прі,  організатор Київ-етно-мюзік-фесту «Віртуози фолку».   Високопрофесійний ансамбль солістів, створений в 1995 р. з метою збереження, розвитку та популяризації самобутньої української народної музики та пісні, піднесення їх на якісно новий професійний рівень, вибудови оригінального мистецького напрямку на основі українського «етно».
Унікальність ансамблю полягає в тому, що кредо його — від автентики до модерну, а  звуковий діапазон — від автентичного до сучасного, естрадно-народного звучання. Тобто, напрацювання власного оригінального стилю та яскраво-національного колориту звучання ансамблю «Дніпро» забезпечується органічним поєднанням традиційного стилю, сформованого корифеями української народної музики з новими творчими надбаннями сучасної музики.
Комунальний заклад Департаменту культури ВО Київської міської державної адміністрації (адреса: Україна, м. Київ-01010, вул. Московська, 3.

## Про ансамбль
Художній керівник, композитор, аранжувальник, скрипаль — народний артист України Любомир Михайлович Матейко.
Директор, співачка — народна артистка України Олена Андріївна Кулик.
Артисти з вищою музичною освітою, солісти — лауреати міжнародних фестивалів і конкурсів, заслужені та народні артисти України.
Творчий склад ансамблю: народна артистка України Олена Кулик (сопрано), народний артист України Любомир Матейко (скрипка), заслужений артист України Тарас Яницький (бандура), лауреати міжнародних конкурсів: Максим Бережнюк,Назар Лех (народні духові інструменти),Юрій Майданський  (цимбали), Назар Заверуха (скрипка), Микола Іванов (альт), Любомир Фещак  (контрабас), Володимир Загородний, Юрій Рибачок (ударні, перкусія).
Музика та пісні ансамблю «Дніпро» постійно звучать на каналах Національного радіо України та в ефірах телеканалів.
Колектив бере активну участь в урядових концертах, офіційних прийомах, загальнодержавних культурно-мистецьких заходах у Києві, селах, містах та обласних центрах України. Представляє Україну у важливих міжнародних мистецьких акціях на рідній землі та за кордоном — святкування Днів культури України, Днів Незалежності України, всеукраїнських та міжнародних фестивалях і конкурсах, зокрема: Бухаресті (Румунія), Гоорі, Амстердамі, Утрехті, (Нідерланди), Сочі, Тюмені, Москві, Твері, Санкт-Петербурзі, Владивосток, Фокіно, Уссурійськ (Росія), Самарканді (Узбекистан), Белфорті (Франція), Ганновері, Мюнхені, Берліні (Німеччина), Сопоті, Августов, Біла Вежа, Білосток (Польща), Стокгольмі (Швеція), Кишиневі, Бєльцах (Молдова), Азорські острови (Португалія), Білінгем (Велика Британія), Едмонтон (Канада), Лефкас, Егіо (Греція), Джакарта (Індонезія) та ін.
Впродовж 25 років ансамбль «Дніпро» є  творчою музичною лабораторією, де створені передумови для становлення та розвитку молодих талановитих музикантів і реалізації їх творчого потенціалу, де підтримуються і активно втілюються нові ідеї та напрацювання.
"… Ансамбль «ДНІПРО» є одним з найвідоміших професійних колективів України, який здобув високе визнання серед найвибагливіших професіоналів культурно-мистецького простору, а також численних шанувальників музичного мистецтва. Сценічна культура, високий професіоналізм виконавців, представлення найрізноманітнішого традиційно-народного та класичного інструментарію, іноваційність у виконавських стилях, довершена інтерпретація українського мелосу, музичних творів вітчизняних класиків та представників модерного композиторського письма, створення неповторних художніх образів, змістовність та драматургічна наповненість виконуваних програм, інші вирішальні риси ансамблю «Дніпро» стверджують його безперечну значимість серед музичних колективів України. " (Герой України, народний артист України, народний артист СРСР, лауреат Державної премії СРСР, лауреат Національної премії України ім. Тараса Шевченка, академік, професор А. Т. Авдієвський).

## Концертні програми ансамблю
- «Жива Вода» — українська традиційна народна та сучасна музика і пісня в авторських версіях та аранжуваннях: народні пісні, авторські, що стали народними, історичні балади, романси, календарні та обрядові солоспіви, жартівливі пісні, інструментальні авторські композиції, фантазії, коломийки, жартівливі, танцювальні мелодії.
- «Героям нашим, — славу співаєм!» -  концертна програма до Дня пам'яті та примирення, з  нагоди відзначення річниць Перемоги над нацизмом у Європі та завершення Другої світової війни, Дня захисника України, Днів визволення Києва та України від фашистських загарбників у Другій світовій війні. У програмі: славень, пісні воєнних років, патріотичні та повстанські пісні, козацькі похідні, марші.
- «Ті, що походять від Сонця» (моноопера) -  фолк-метаморфози в стилі українського модерну: цілісна композиція з 9 окремих номерів («Інтро…», «Свят-Коло», «Прийди, Весно», «Аркан», «Гул Землі», «Велика журба», «Зелений шум», «Люлі-люлі», «Золотий Обруч»). Музика заслуженого діяча мистецтв України    В. Павліковського.
- «Дніпрова сага» — вокально-оркестрова партита-дума на поезію Т.Шевченка  в XII частинах. Композитор заслужений діяч мистецтв України Володимир Павліковський.
- «Земля моя казкова — Україна»  –  етно-музична молодіжна програма: сучасна українська музика і пісня в авторських версіях та імпровізаціях.
- «Київська фантазія» — тематична святкова концертна програма для киян та гостей столиці, присвячена Дню Києва.
- «Танцювальна мозаїка» — українська музика для танцювальних колективів.
- «Концерт — Забава» — музичне оформлення державних свят та урочистих подій: яскраво-динамічні та темпераментні мелодії, романси, задушевні та жартівливі пісні, добродушний жарт, весільні і козацькі марші, улюблені та популярні мелодії, легка танцювальна музика тощо.
- «Український фолк та світові хіти» — цей концерт — знахідка для всіх, кого цікавить живе звучання музичних інструментів і голосу  від автентики до фолк-року, від троїстої музики до етно-джазу.

Театралізовані музично-обрядові дійства   для  учнів ліцеїв, гімназій, загальноосвітніх і спеціалізованих  шкіл, студентів ПТУ та ВУЗів:
- «І заспівали звуки!..» (українські народні музичні інструменти, що ми знаємо про них?) -  яскраво-динамічні, ліричні, жартівливі мелодії  та пісні різних регіонів Україні, запальні танцювальні п'єси, поетичні обрядові тексти, знайомство з українськими народними музичними інструментами (розповідь), конкурси та вікторини, казкові персонажі.
- «Новорічний передзвін» — колядки, щедрівки, популярні новорічні  мелодії, віншування, традиційні новорічно-різдвяні ігри.
- «Прийди, Весно!»  - веснянки, танці, ігри, хороводи, архаїчні мотиви.
- «Музика мого народу» — у програмі  реалізовано ідею загальної музичної освіти молоді на основі української традиційної культури, ознайомлення з   професійною музикою крізь призму її фольклорних джерел, збагачення музичного досвіду учнів, підтримання інтересу  до історії свого народу, любові до своєї землі, мови, пісні, звичаїв та традицій.
- «Кобзарева правда» -  вокальні та інструментальні твори   К. Стеценка, М. Лисенка, Ю. Мейтуса, В. Павліковського, Л.Матейка  та інших композиторів  на поезію Т. Г. Шевченка із  творів «Причинна», «І виріс я на чужині», «Гімн чернечий», «І серце одпочине», «І мертвим, і живим, і ненарожденним», «Гайдамаки» та ін. Сучасні аранжування творів «Думи мої», «Од села до села», «Кобзарева правда», «Над Дніпровою сагою», «У нашім раї на землі», «За байраком байрак», «Тече вода з-під явора», «Плавай, плавай, лебедонько» та ін.  Живе звучання жіночого та чоловічих голосів, бандури та великого розмаїття музичних інструментів.
- «Музика єднає світ» -  тематична концертна програма (популярні мелодії  народів світу)

В концертних програмах використовується велике розмаїття музичних інструментів, як традиційно-народних, класичних так і електро-інструментів, зокрема: цимбали, бандура, скрипки, альт, контрабас, кобза, коза, козобас, панфлейта, сімейства сопілок, окарин та рогів, тилинка, дримба, фрілка, флояра, кавал, трембіти, барабани, бубни, литаври, ксилофон, бухало, бугай, дзвіночки, коси, трикутники, рублі, тріскачі, сімейства колокал та дерев'яних коробочок, дзвони оркестрові, бас-гітара, електро-бандура, клавіші, мелодіка та ін.
Оригінальні авторські сценічні строї — від автентичних зразків різних етнокультурних регіонів України до сучасних моделей з використанням трипільських і скіфських мотивів та узорів XVIII—XIX ст. з колекцій музею Івана Гончара

## Аудіо-диски ансамблю
- «Жива Вода» (2000 р.)
- «Ті, що походять від Сонця» (2006 р.)
- «І заспівали звуки…» (2012 р.)
- «В саду соловейко» (2013 р.).

## DVD
- «Ті, що походять від Сонця» (2010 р.)

## Відеофільми
- Український ансамбль народної музики «Дніпро»
- Споконвічна музика «Дніпра»
- «Ану, хлопці, веселої»
- «Ансамбль „Дніпро“ — 20 років на сцені»
- фестиваль «Віртуози фолку» (2018)